# Josep Vallverdú i Aixalà
Josep Vallverdú i Aixalà   (Lleida, 9 de juliol de 1923) és un narrador, poeta, dramaturg, lingüista, traductor i assagista català de reconeguda trajectòria en la literatura infantil i juvenil, autor de més de dues-centes obres. La Generalitat de Catalunya va declarar el 2023 Any Josep Vallverdú per commemorar el centenari del seu naixement.

## Biografia
A causa de les tropes i bombardejos de Franco, la família marxà de Lleida. Es refugiaren a Puiggròs i després a Sant Martí de Maldà. Al final de la Guerra Civil se'n tornaren a Lleida i al cap d'un any es traslladaren a Barcelona perquè ell hi estudiés el Batxillerat.
El 1945 es llicencià en Filosofia i Lletres per la Universitat de Barcelona. Durant molts anys exercí de catedràtic d'institut. Durant aquella etapa, i des de 1960, en què va publicar la seva primera novel·la El venedor de peixos, es va dedicar principalment a la narrativa infantil i juvenil. Després de la seva jubilació, l'any 1988, s'ha dedicat més al que ell anomena «llibres personals», bàsicament dietaris, reculls d'articles de premsa, relats de viatges i assajos sobre la seva pròpia obra.
Ha traduït al català obres de Jack London, Jean Piaget, Edgar Allan Poe, Gianni Rodari i Oscar Wilde, i una trentena d'obres seves han estat traduïdes al castellà.
Juntament amb Joaquim Carbó, Sebastià Sorribas i Emili Teixidor, també autors de narrativa infantil o juvenil, han estat denominats «pòquer d'asos» de la seva especialitat.
El seu fons ha estat donat per ell mateix a la Universitat de Lleida, i consta de més de 4.000 volums, a més de documentació personal i altres objectes, com mencions i premis rebuts.

## Premis i reconeixements
La Paeria de Lleida convoca anualment el Premi Josep Vallverdú des de l'any 1984. El 2000 va rebre el Premi d'Honor de les Lletres Catalanes i el 2002 el Premi Trajectòria. El 2004 fou investit doctor honoris causa per la Universitat de Lleida.
Josep Vallverdú és fill adoptiu de la ciutat de Balaguer des del 2016 i fill predilecte de Lleida des del 2020. L'any 2019, el Govern li atorgà la Medalla d'Or de la Generalitat de Catalunya «per la tasca com a narrador, poeta, dramaturg, lingüista, traductor i assagista, especialment en el món de la literatura infantil». Les jornades Encontats de Balaguer inauguraren el 2020 a la plaça del Pou de la capital de la Noguera una escultura dedicada al popular personatge del gosset Rovelló, el gran èxit literari infantil de l'escriptor lleidatà.
La celebració de l'Any Vallverdú, per commemorar el centenari de l'escriptor, va començar el mes de febrer de 2023, amb un acte institucional a l'Auditori Enric Granados de Lleida. Al llarg de l'any es van organitzar més de dues-centes activitats per tot Catalunya i la clausura de la commemoració va tenir lloc el 3 de desembre de 2023 al teatre Municipal de Balaguer.

## Obra infantil (selecció)
- Trampa sota les aigües, 1963. (Premi Joaquim Ruyra 1963) ISBN 978-8427971141
- Rovelló, 1969 (Premi Josep M. Folch i Torres 1968). Novel·la. Narra la vida d'un gos. Ha estat adaptat per fer-ne una sèrie de dibuixos animats. ISBN 978-8424664978
- En Roc Drapaire, 1971 (Premi Josep M. Folch i Torres 1970). ISBN 978-8424664732
- L'home dels gats, 1972. Novel·la. Un escultor deixa la ciutat per anar a viure en un poble aïllat a la muntanya, on es fa amic de molts nens. ISBN 978-8424681463
- Un cavall contra Roma 1976. Aquesta narració recorda l'aventura del príncep iber del poble dels ilergets, pres com a esclau per un centurió romà. Però encara que actuï com un esclau, mai deixarà de sentir l'orgull de ser príncep i lluitarà en tot moment, amb serenitat i valor, per recobrar la llibertat.
- Saberut i Cua-Verd, 1982 (Premi Nacional de literatura infantil i juvenil de les Lletres Espanyoles). Narracions sobre la vida en un poble posades en boca d'un llangardaix (Cua-Verd) i un colom (Saberut) que són amics i se les expliquen. El llangardaix explica històries antigues i el colom el que passa actualment.
- Els amics del vent, 1986. ISBN 8424672127
- Bestiolari, 2010
- Proses de Ponent[12]
- El testament de John Silver[13]
- El vuitè nan (La Galera, 2022). Novel·la. Revisió del conte de La Blancaneu i els set nans. ISBN 978-84-246-7179-2[14]